# جاكلين سكوت
جاكلين سكوت (بالإنجليزية: Jacqueline Scott)‏ هي ممثلة أمريكية، ولدت سنة 1931 بنيويورك في الولايات المتحدة.

## وصلات خارجية
- جاكلين سكوت على موقع IMDb (الإنجليزية)
- جاكلين سكوت على موقع روتن توميتوز (الإنجليزية)
- جاكلين سكوت على موقع ألو سيني (الفرنسية)
- جاكلين سكوت على موقع قاعدة بيانات برودواي على الإنترنت (الإنجليزية)
- جاكلين سكوت على موقع إن إن دي بي (الإنجليزية)
- جاكلين سكوت على موقع قاعدة بيانات الفيلم (الإنجليزية)